# Ботанічна пам'ятка природи

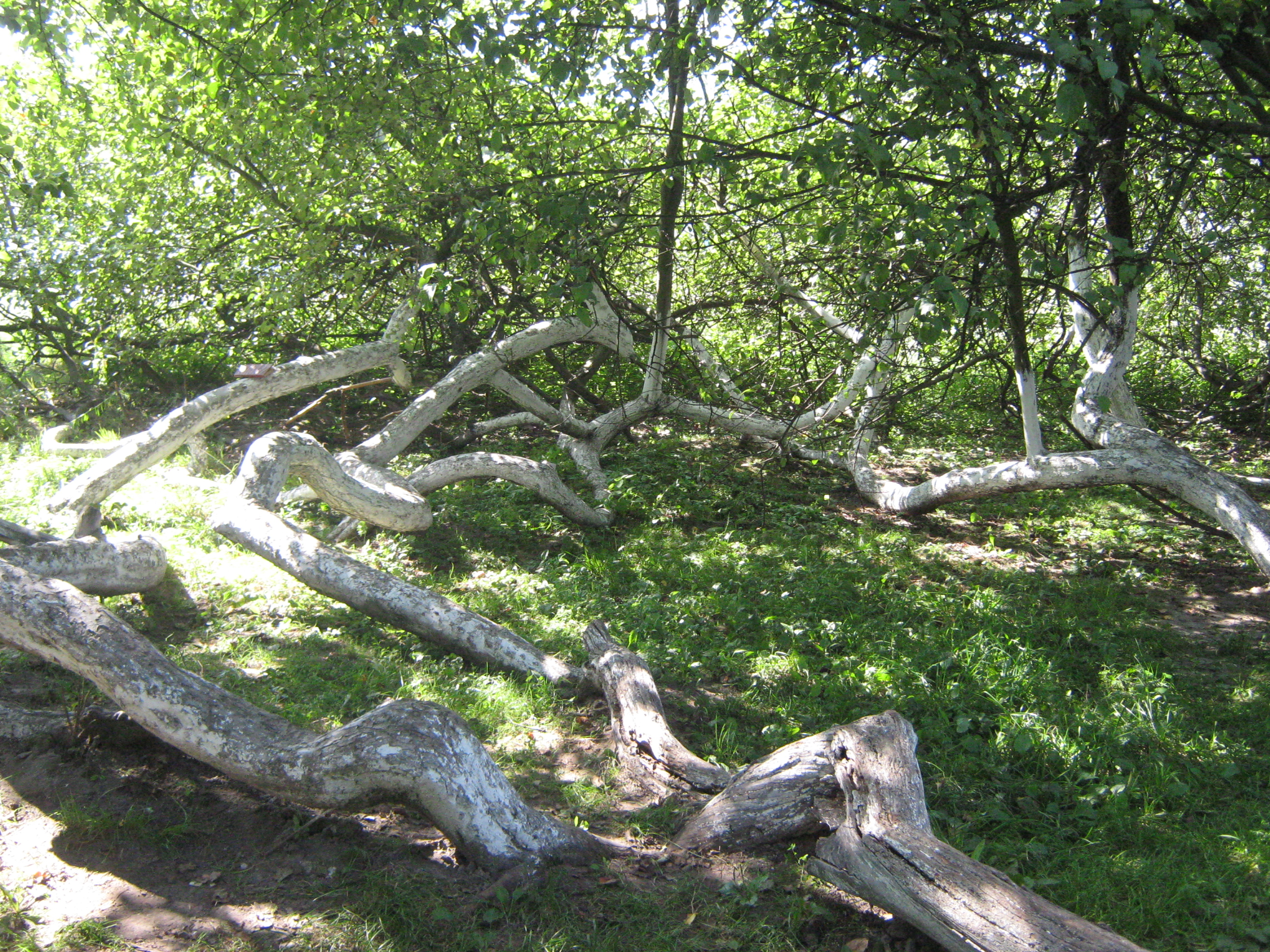
Ботанічна пам'ятка природи загальнодержавного значення «Яблуня-колонія»

Ботані́чні па́м'ятки приро́ди — окремі дерева чи рослинні асоціації, котрі мають вагоме наукове, культурне, історичне або естетичне значення та повний заповідний режим. Пам'ятки природи бувають загальнодержавного або місцевого значення. 
Станом на початок 2014 року в Україні налічувалося 46 ботанічних пам'яток природи загальнодержавного значення загальною площею 2129,60 га та 1933 ботанічні пам'ятки місцевого значення загальною площею 12062,0089 га.